# فوتاباتی شی‌می
فوتاباتی شی‌می (انگلیسی: Futabatei Shimei؛ زاده ۲۸ فوریهٔ ۱۸۶۴ درگذشته ۱۰ مهٔ ۱۹۰۹) یک نویسنده اهل ژاپن بود. 